# Choreutis melanopepla
Choreutis melanopepla là một loài bướm đêm thuộc họ Choreutidae. Nó được tìm thấy ở Úc.